# Villarejo de Montalbán
Villarejo de Montalbán – gmina w Hiszpanii, w prowincji Toledo, w Kastylii-La Mancha, o powierzchni 65,37 km². W 2011 roku gmina liczyła 71 mieszkańców.